# Benafarces
Benafarces – gmina w Hiszpanii, w prowincji Valladolid, w Kastylii i León, o powierzchni 16,54 km². W 2011 roku gmina liczyła 96 mieszkańców.